# Ghánai női labdarúgó-válogatott
A ghánai női labdarúgó-válogatott képviseli Ghánát a nemzetközi női labdarúgó eseményeken. A csapatot a ghánai labdarúgó-szövetség szervezi és irányítja. A ghánai női-válogatott szövetségi kapitánya James Dadzie.
A ghánai női nemzeti csapat háromszor szerepelt világbajnokságon. 1991 óta megrendezésre kerülő Afrika-kupa kontinens-bajnokságon, 2010-ig minden alkalommal részt vett. Először 2012-ben nem sikerült kiharcolnia a részvételt. Az olimpiai játékokra még nem sikerült kvalifikálnia magát.

## Nemzetközi eredmények

### Világbajnoki szereplés
| Év       | Helyszín         | Eredmény      | Hely | M | Gy | D | V | Rg | Kg | Gk  | P |
| -------- | ---------------- | ------------- | ---- | - | -- | - | - | -- | -- | --- | - |
| 1991     | Kína             | nem jutott be | –    | – | –  | – | – | –  | –  | –   | – |
| 1995     | Svédország       | nem jutott be | –    | – | –  | – | – | –  | –  | –   | – |
| 1999     | Egyesült Államok | csoportkör    | 13.  | 3 | 0  | 1 | 2 | 1  | 10 | -9  | 1 |
| 2003     | Egyesült Államok | csoportkör    | 13.  | 3 | 1  | 0 | 2 | 2  | 5  | -3  | 3 |
| 2007     | Kína             | csoportkör    | 15.  | 3 | 0  | 0 | 3 | 3  | 15 | -12 | 0 |
| 2011     | Németország      | nem jutott be | –    | – | –  | – | – | –  | –  | –   | – |
| 2015     | Kanada           |               |      |   |    |   |   |    |    |     |   |
| Összesen | Összesen         | 3 / 6         |      | 9 | 1  | 1 | 7 | 6  | 30 | -24 | 4 |

### Afrika-kupa
| Év       | Helyszín          | Eredmény      | Hely | M  | Gy | D | V  | Rg | Kg | Gk | P  |
| -------- | ----------------- | ------------- | ---- | -- | -- | - | -- | -- | -- | -- | -- |
| 1991     | –                 | negyeddöntős  | 5-8. | 2  | 0  | 0 | 2  | 2  | 7  | -5 | 0  |
| 1995     | –                 | elődöntős     | 3-4. | 2  | 0  | 0 | 2  | 2  | 5  | -3 | 0  |
| 1998     | Nigéria           | ezüstérmes    | 2.   | 4  | 2  | 1 | 1  | 11 | 4  | 7  | 7  |
| 2000     | Dél-Afrika        | bronzérmes    | 3.   | 5  | 3  | 1 | 1  | 13 | 6  | 7  | 10 |
| 2002     | Nigéria           | ezüstérmes    | 2.   | 5  | 3  | 1 | 1  | 9  | 4  | 5  | 10 |
| 2004     | Dél-Afrika        | bronzérmes    | 3.   | 5  | 3  | 1 | 1  | 7  | 2  | 5  | 10 |
| 2006     | Nigéria           | ezüstérmes    | 2.   | 5  | 4  | 0 | 1  | 7  | 2  | 5  | 12 |
| 2008     | Egyenlítői-Guinea | csoportkör    | –    | 3  | 1  | 1 | 1  | 4  | 4  | 0  | 4  |
| 2010     | Dél-Afrika        | csoportkör    | –    | 3  | 1  | 0 | 2  | 4  | 6  | -2 | 3  |
| 2012     | Egyenlítői-Guinea | nem jutott be | –    | –  | –  | – | –  | –  | –  | –  | –  |
| Összesen | Összesen          | 9 / 10        |      | 34 | 17 | 5 | 12 | 59 | 40 | 19 | 56 |

### Olimpiai szereplés
| Év       | Helyszín       | Eredmény      | Hely | M | Gy | D | V | Rg | Kg | Gk | P |
| -------- | -------------- | ------------- | ---- | - | -- | - | - | -- | -- | -- | - |
| 1996     | Atlanta        | nem indult    | –    | – | –  | – | – | –  | –  | –  | – |
| 2000     | Sydney         | nem jutott be | –    | – | –  | – | – | –  | –  | –  | – |
| 2004     | Athén          | nem jutott be | –    | – | –  | – | – | –  | –  | –  | – |
| 2008     | Peking         | nem jutott be | –    | – | –  | – | – | –  | –  | –  | – |
| 2012     | London         | nem jutott be | –    | – | –  | – | – | –  | –  | –  | – |
| 2016     | Rio de Janeiro |               |      |   |    |   |   |    |    |    |   |
| Összesen | Összesen       | 0 / 5         |      | – | –  | – | – | –  | –  | –  | – |

## Lásd még
- Ghánai labdarúgó-válogatott